# Villa Corsi Salviati
Villa Corsi Salviati è una delle più belle ville nei dintorni di Firenze, situata nel comune di Sesto Fiorentino in via Gramsci 462. Il giardino di villa Guicciardini Corsi Salviati rappresenta, nella storia dei giardini storici, un'importante testimonianza, in quanto contiene stratificazioni e trasformazioni stilistiche succedutesi in almeno trecento anni di storia a partire dal 1500.

## Storia e descrizione

### Il Cinquecento
Le prime notizie sulla villa e sul giardino risalgono agli inizi del XVI secolo, quando nel 1502 Simone di Jacopo Corsi acquistò da Luca di Andrea Carnesecchi "un podere posto nel popolo di San Martino a Sesto, con casa da signore e da lavoratore con orto murato". L'aspetto della villa di Simone Corsi è raffigurato in una lunetta attribuita a Bernardino Poccetti posta all'interno dell'abitazione e che raffigura la veduta della villa dal giardino come composta da due piani più una grande altana, la colombaia, una loggia al primo piano e il giardino all'italiana con aiuole rettangolari e una vasca al centro. All'interno, uno studiolo presenta un soffitto decorato con grottesche ad affresco, già attribuite ad Alessandro Fei del Barbiere, ma documentati a Tommaso di Giovan Battista Verrocchi ed eseguiti tra 1582 e 1585.

### Il Seicento

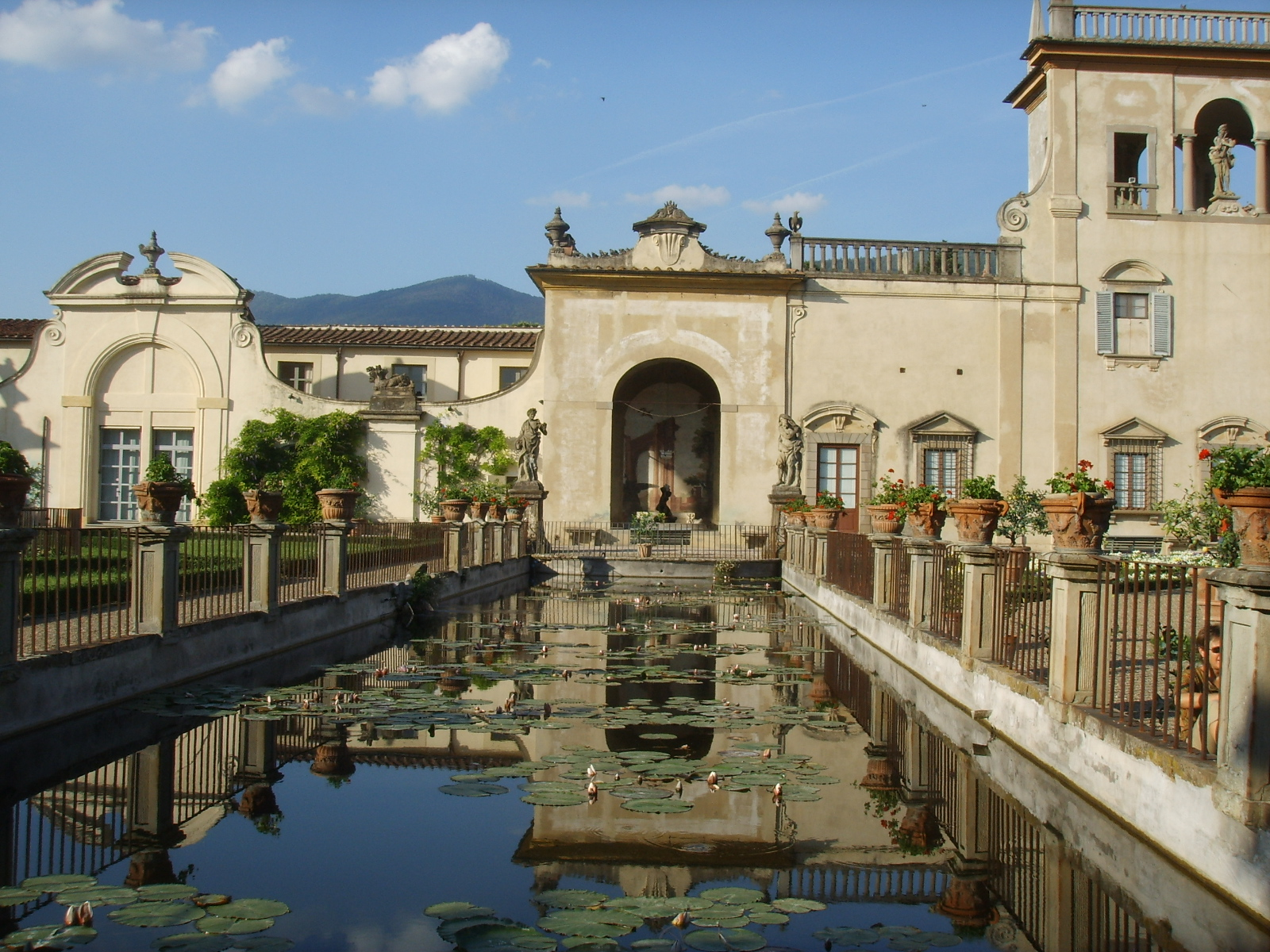
La peschiera

Le prime trasformazioni della villa e del giardino avvennero intorno alla metà del Seicento, quando Giovanni e Lorenzo Corsi affidarono dei lavori di ampliamento a Gherardo Silvani e Baccio del Bianco, come attesta una planimetria datata 1644. La villa venne ingrandita e profondamente modificata nell'aspetto. Oggi però non è possibile valutare le pitture ad affresco del Del Bianco, poiché scomparse. Di nuovo la villa fu ristrutturata nel secolo successivo da un architetto del quale non è menzionato il nome nei documenti.
In particolar modo il giardino subì un'impressionante evoluzione, acquistando particolare estensione e ricercatezza, sia per la cura dedicata ai giochi d'acqua, sia per l'impianto architettonico sempre più accurato. Davanti alla villa, verso sud, due vasche ellittiche ancora esistenti introducevano al nuovo giardino all'italiana, con aiuole rettangolari bordate da siepi di bosso con al centro una vasca, mentre alle due estremità furono collocate una peschiera e un selvatico (costituito da un boschetto di sempreverdi). Dal lato della peschiera, separato da un muro, venne realizzato anche un orto dal disegno stellare, chiuso su tre lati dalla parete di cinta e sul quarto dalla limonaia; un lungo parto, infine, occupava lo spazio tra la limonaia e la villa.

### Il Settecento
La più grande trasformazione di tutto il complesso avvenne nel XVIII secolo quando, dal 1708 al 1750 circa, villa e giardino vennero ad assumere le forme che, restaurate, sono giunte fino a noi. Il primo lavoro fu quello di apportare un maggior quantitativo di acqua attraverso nuovi condotti, al fine di potenziare le vasche esistentie poterne costruire di nuove.
La villa venne trasformata così come appare allo stato attuale: le facciate furono ornate con decorazioni e stucchi; agli angoli dell'edificio furono create quattro torri terrazzate con logge, sormontate da balaustre decorate da statue, pinnacoli ed urne. Il palazzo acquistò nel complesso un'apparente simmetria e una maggiore preziosità, che ricorda alcune costruzioni barocche romane. 

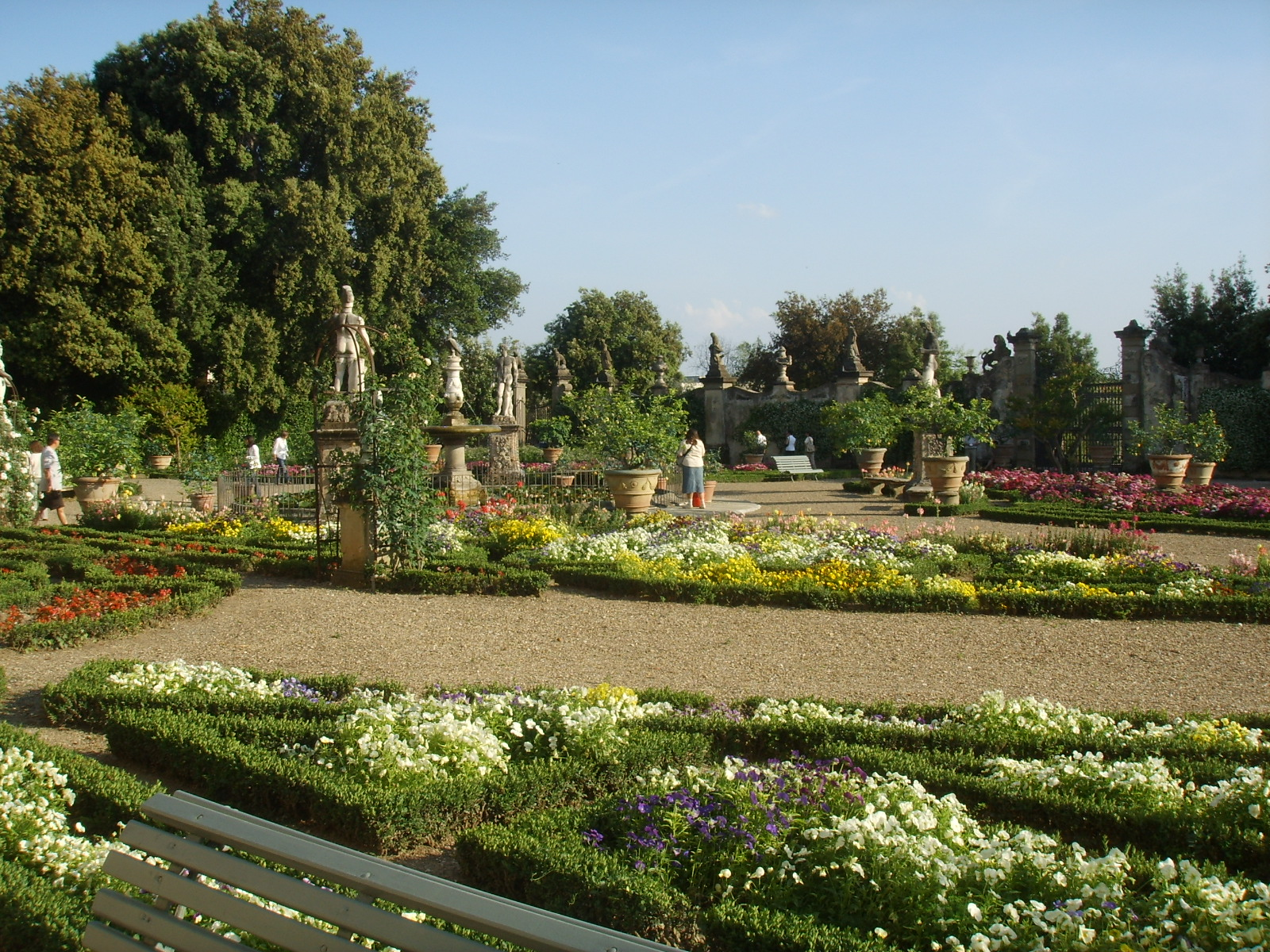
Il giardino

Furono create, ad ovest del blocco principale della villa, due uccelliere, di cui una detta "loggia del bacchino" per la presenza di una statua bronzea di bacco che getta acqua in una piccola vasca. Queste sono unite da un grandioso muro, con al centro un grande arco chiuso da un portone di legno, con volute ed urne, fiancheggiato da due grandi statue in pietra serena raffiguranti personaggi mitologici. Per quanto riguarda il parterre geometrico antistante la villa, venne composto nello schema attuale: la sobrietà dello spartito rettangolare del giardino all'italiana fu sostituita da una serie di aiuole triangolari ai lati verso il muro di cinta, trapezoidali attorno alla vasca centrale circolare e tutte bordate di bosso; per quanto riguarda poi le due vaschette ovali vicino all'ingresso della villa, esse furono circondate da aiuole concentriche.
La peschiera fu trasformata in forma rettangolare, con una ringhiera in ferro battuto intervallata da parallelepipedi in pietra che sostenevano vasi da fiori, con agli angoli quattro statue raffiguranti le Stagioni, di imponente grandezza e fattura. La conigliera fu eliminata, lasciando il posto ad una grandissima vasca circolare con al centro diversi getti d'acqua e circondata da aiuole prative bordate di bosso. Sempre verso ovest fu posizionata la nuova limonaia, e davanti ad essa, fu creato un piccolo giardino con aiuole geometriche con al centro una vasca circolare. Una grande e imponente cancellata, sormontata da statue mitologiche, separava la zona della limonaia da quella della grande vasca.
Il muro a sud, che chiudeva il nuovo giardino, fu arricchito di cancelli in ferro battuto e in asse con quello centrale, in prosecuzione con la peschiera, venne costruita una ragnaia, lunga oltre trecento metri, composta da un boschetto di lecci, attraversato da vialetti.
Nella parte est, dove c'era il selvatico, fu costruito tra il 1733 e il 1740 un labirinto di cui però già nel 1751 non se ne hanno più tracce, perché lascio il posto ad un pomario, mentre l'orto, dopo varie trasformazioni, fu sostituito da un boschetti di lecci. Sempre in questa zona, davanti al prolungamento della villa, fu creato un vasto prato ornato da decine di vasi di limoni.
Intorno al 1750, a seguito del maggior apporto di acqua condotta al giardino dal marchese Antonio, la ragnaia fu dotata di un canale in muratura per contenere il corso d'acqua dotato di tredici cascatelle, alle cui estremità erano poste una vasca ad emiciclo con due delfini guizzanti in pietra, e un'altra piccola vasca con due nicchie e decorazioni polimateriche a mosaico.

### L'Ottocento

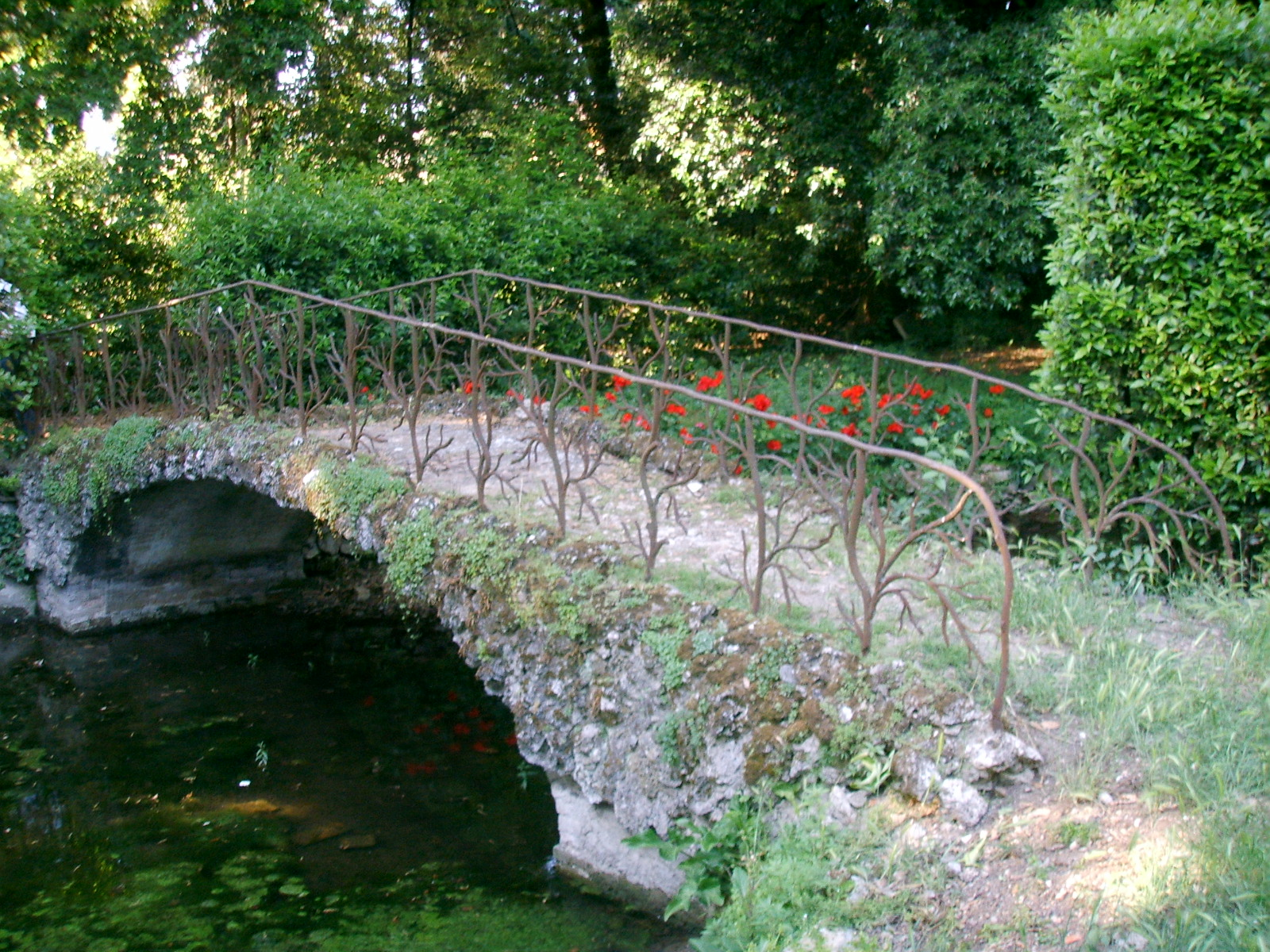
Ponticello romantico

Nel XIX secolo, sulla scia del nuovo gusto che dall'Inghilterra stava penetrando anche in Italia, il giardino subì ripetuti e importanti cambiamenti. Per primo, nella zona del bosco di lecci verso est, venne costruito un lago artificiale, sul quale era stata realizzata un'isoletta che ospitava una capanna rustica collegata da un ponticello di pietra con i corrimani in ferro battuto, che ancora oggi esistono. L'area del parco fu resa più "naturale" creando due collinette e introducendo alberi d'alto fusto e cedri del Libano nel prato di limoni, che venne così integrato nell'area boschiva.
Un'ulteriore trasformazione avvenne ad opera del marchese Francesco Antonio Corsi Salviati, che distrusse le antiche aiuole settecentesche del parterre, per far posto a numerose palme, inserendo, con notevoli risultati scientifici, la coltivazione di piante esotiche di cui veniva fatto commercio e per le quali divenne famoso in tutta Europa. Costruì, inoltre, due serre per le piante, alimentate da potenti stufe a vapore. Anche il bosco subì delle trasformazioni verso l'allora dominante stile all'inglese, con la realizzazione di sentieri sinuosi, che costeggiavano radure ampie, attrezzate con tavolini e sedie in pietra.
L'impronta botanica data dal marchese Francesco, morto nel 1878, fu ripresa ed enfatizzata da suo figlio Bardo (1844-1907). Questi coltivò particolari collezioni di piante ornamentali tra cui agrumi, rare orchidee, palme e roselline di Firenze.

### Il Novecento
Morto il marchese Bardo, nel 1907 la villa passò in eredità al nipote, il conte Giulio Guicciardini Corsi Salviati (1887-1958), che, abbandonata la coltura delle specie esotiche, restaurò, in base ai documenti d'archivio in suo possesso, il giardino nella forma settecentesca, ma senza distruggere totalmente ciò che i diversi periodi culturali avevano realizzato, rispettando l'arte in tutte le sue forme e riadattando gli ornamenti presenti nel giardino. Il parterre venne ricostruito riportando alla luce il disegno barocco che lo aveva caratterizzato nella seconda metà del Settecento, con bordature di siepi di bosso nano e ornato da fioriture stagionali. Gli alberi presenti nel perimetro del parterre vennero sfoltiti e rimasero solo poche palme. 

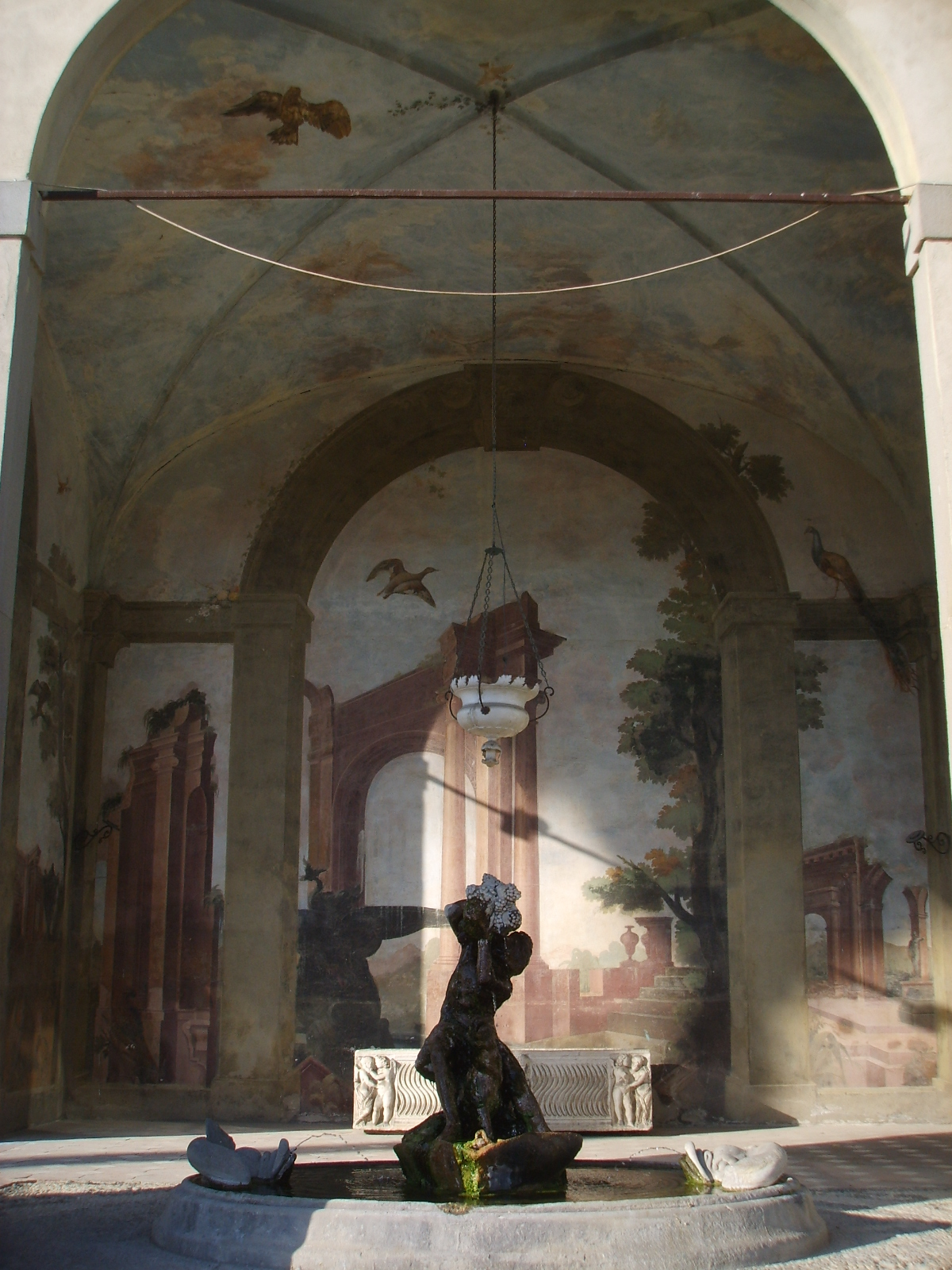
Finta grotta con rovine dipinte e fontana

Gli unici elementi rimasti inalterati nei secoli erano gli arredi lapidei (statue, orci e altro), occultati fino ad allora dall'invadente vegetazione, e le peschiere ellittiche, che furono restaurate e decorate da mosaici policromi. La due serre vennero demolite.
I lavori, interrotti durante la prima guerra mondiale, furono ripresi immediatamente poco dopo, con la sistemazione del bosco all'inglese, ridefinito seguendo un disegno regolare impostato cu assi prospettici e canali ottici, in modo da creare una connessione tra il parterre e la villa. Il bosco venne così diviso in tre parti: la parte del laghetto, rimasta intatta, quella più vicina al parterre, svuotata e recintata da siepi di alloro intervallati da lecci squadrati, e una terza stanza squadrata al centro, circondata da alte spalliere d'alloro, cipresso, leccio e bosso, con al centro una vasca rotonda corcondata da reseti. Verso il muro di cinta, a chiusura della stanza, venne ricostruito il labirinto. Lo spazio dove erano collocate le serre invece venne riportato al prato, come in antichità, abbattendo i cedri secolari.

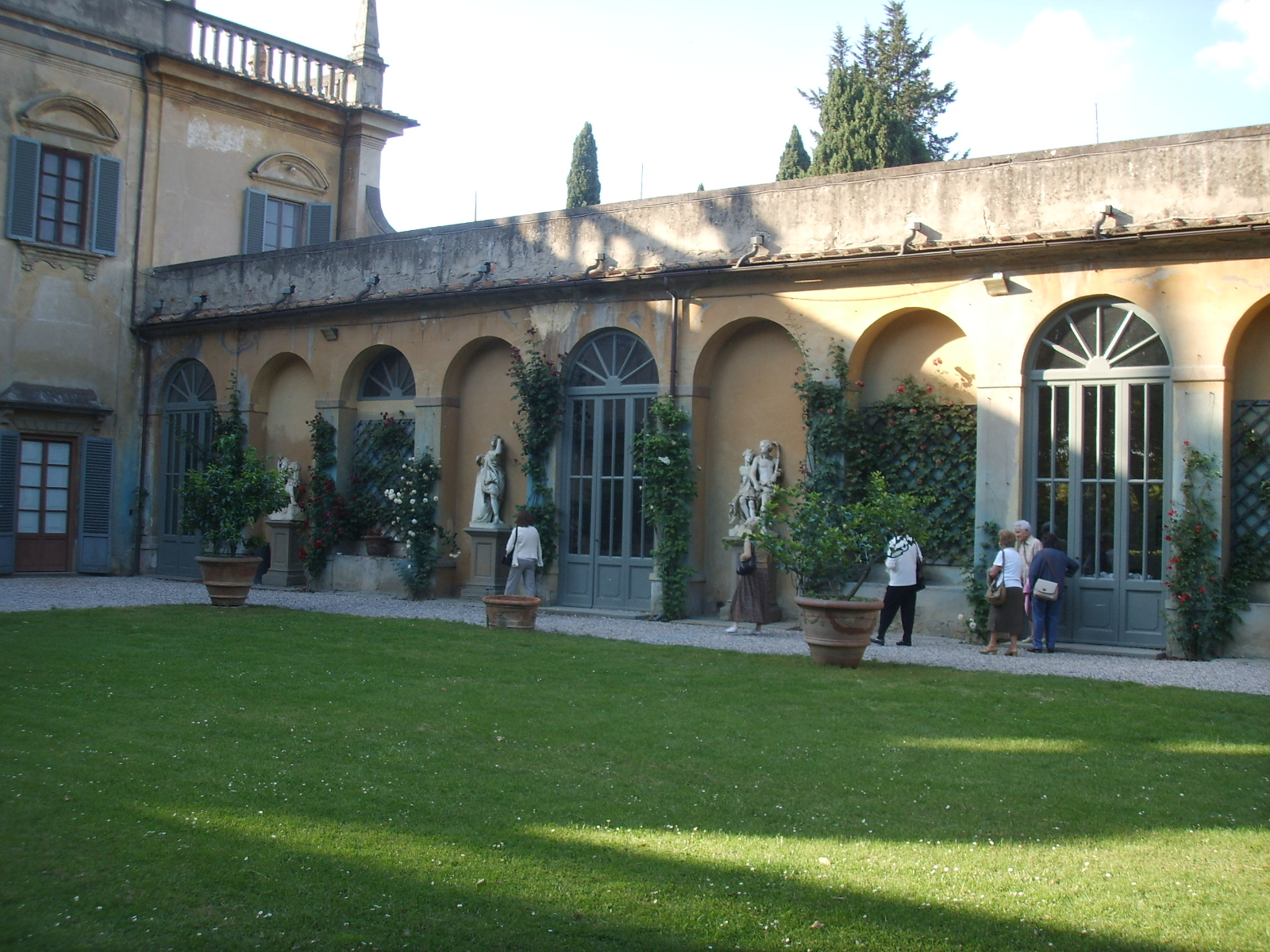
Il muro dell'ala est, vicino al teatrino, decorato dalle statue

Alla fine del prato, sul terrapieno della montagnola, dove un tempo nasceva il torrente che alimentava il lago, fu costruito un teatro di verzura, ispirandosi a quello del Castello di Mirabell a Salisburgo. La platea è racchiusa da cortine di cipresso e realizzata su un ampio prato; il palcoscenico rialzato fu dotato di quinte di bosso e con una buca del suggeritore mascherata da una calotta ricoperta d'edera; a chiusura del palcoscenico venne posta una statua d'Apollo.
All'esterno, addossate al muro della villa di lato al teatrino, furono sistemate le statue settecentesche del Barbieri, già all'interno dell'abitazione.
Il giardino odierno è quello che il conte Giulio ha tramandato dopo i restauri da lui effettuati, anche se alcuni elementi hanno nel frattempo subito dei mutamenti.
Nel 1962, la ragnaia fu tagliata in due parti per realizzare una strada di PRG, che doveva facilitare l'accesso al centro di Sesto Fiorentino. La parte più vicina alla villa è rimasta di proprietà dei conti Guicciardini Corsi Salviati, mentre l'altra è diventata pubblica. La limonaia, restaurata nella seconda metà degli anni '80, è oggi utilizzata come teatro d'avanguardia gestito dal Comune di Sesto Fiorentino, ed è sede di una scuola di teatro.

## Altre immagini

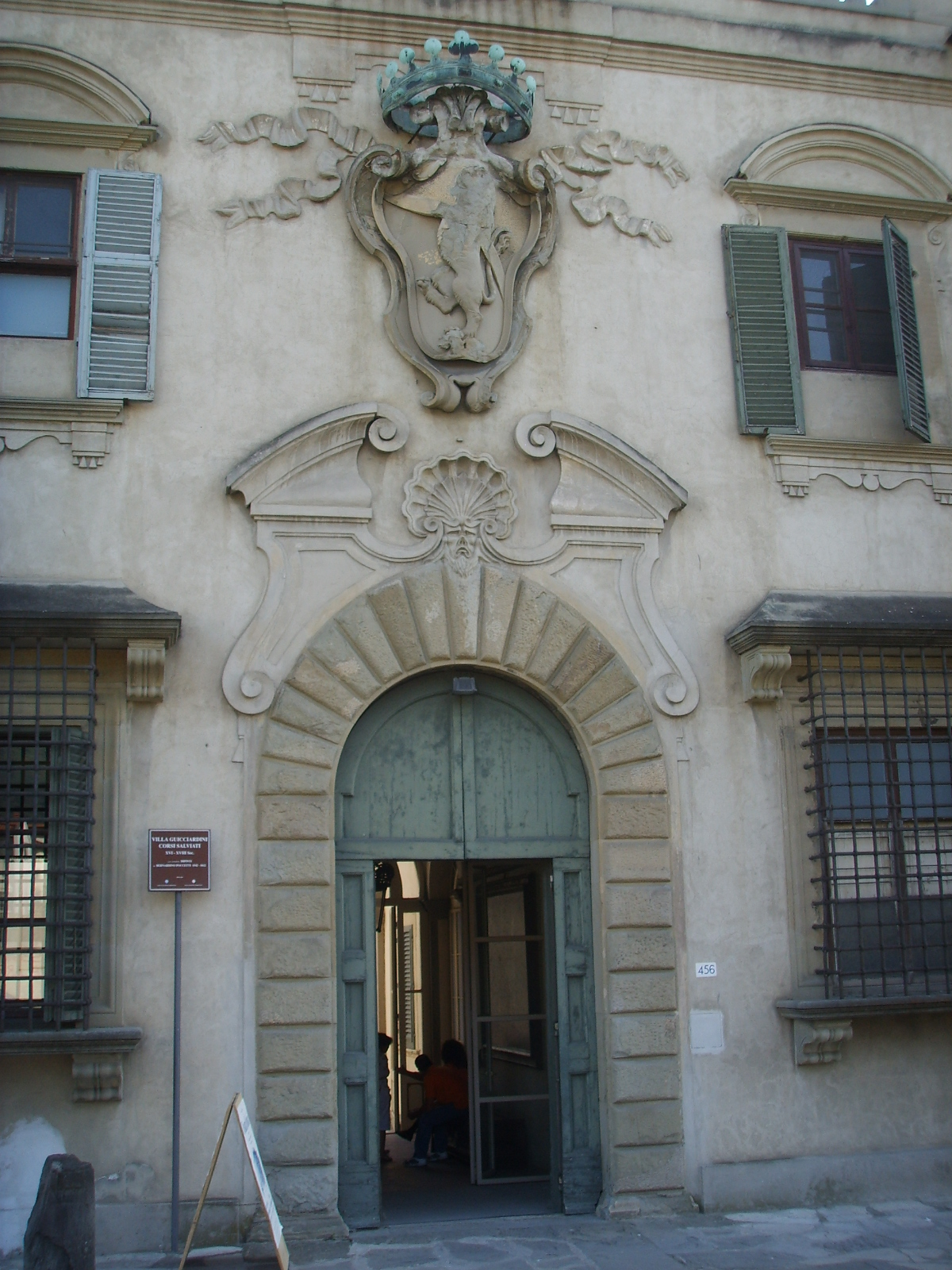
L'entrata su via Gramsci
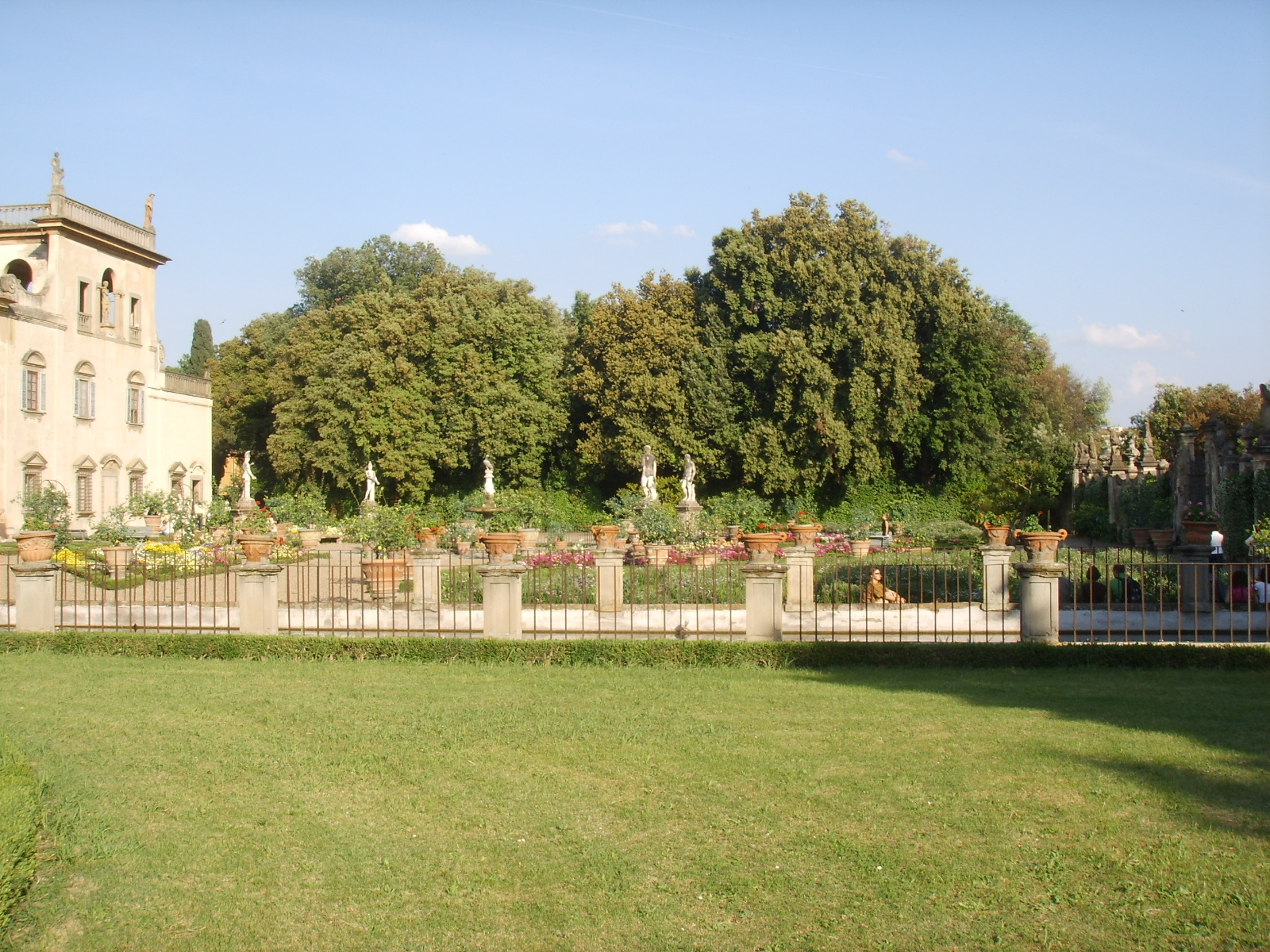
Il giardino antistante alla villa
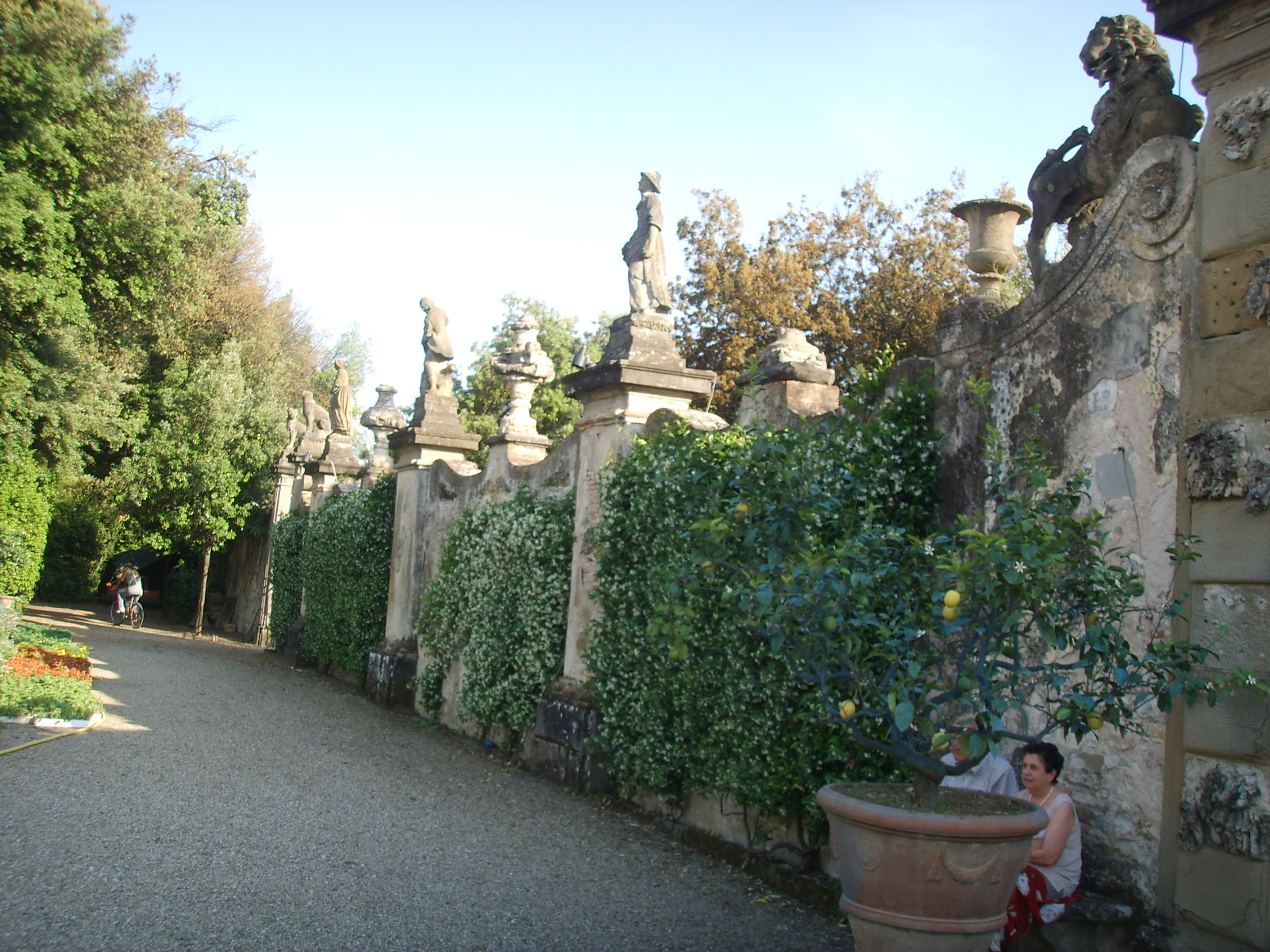
Muro di cinta con statue e gelsomino
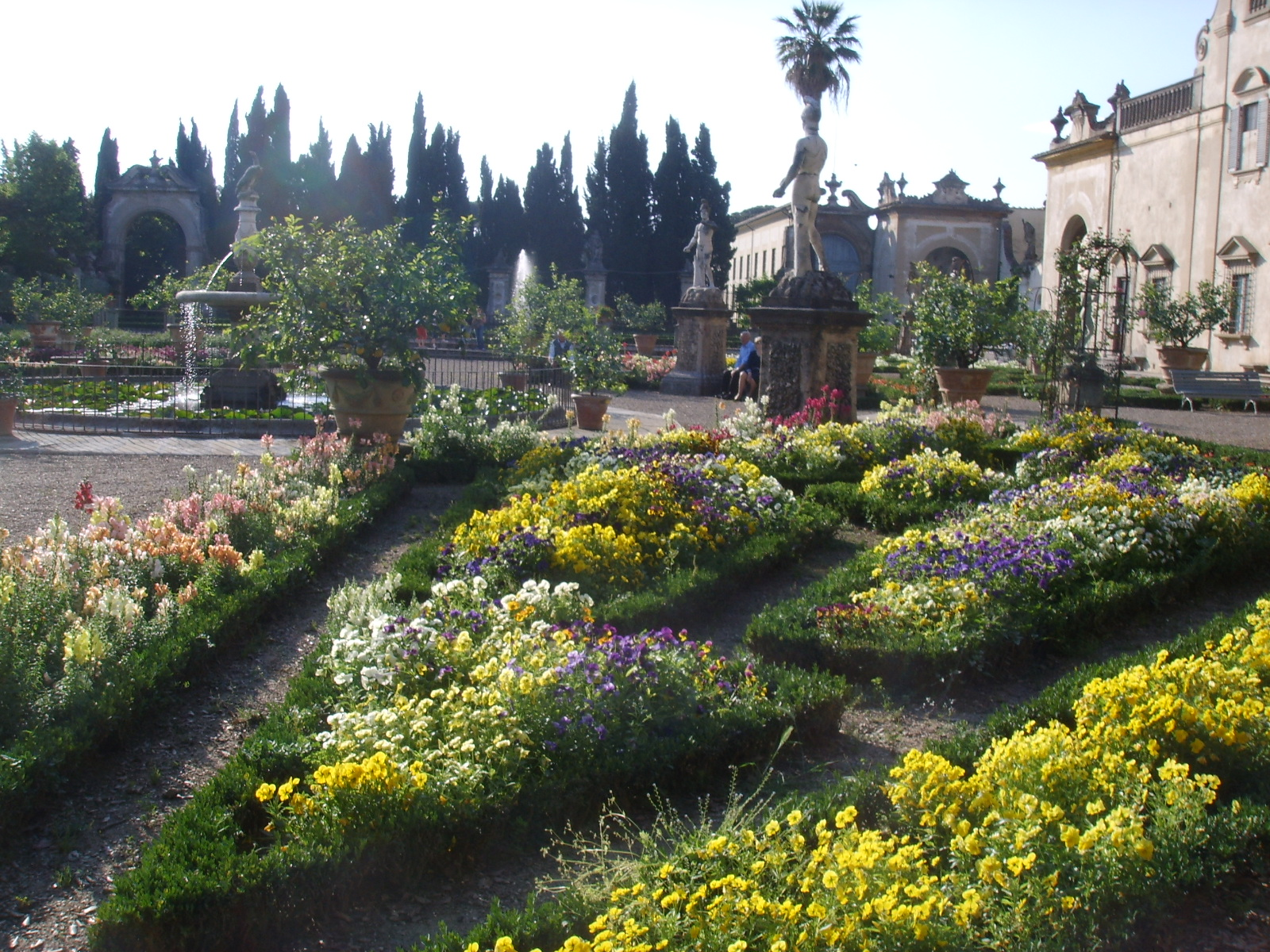
Aiuole geometriche fiorite
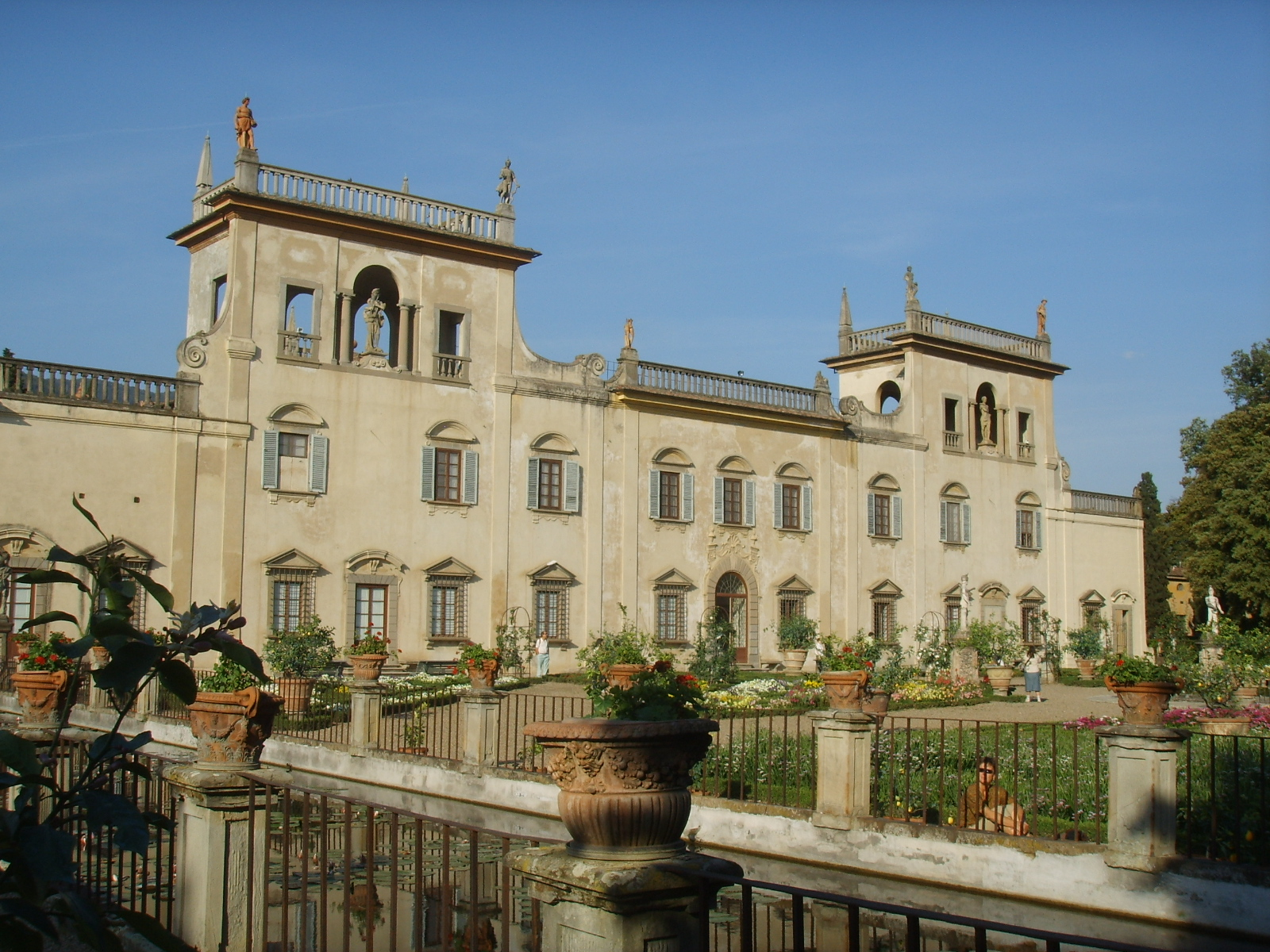